# Анджеј Сапковски
Анджеј Сапковски (негде Андржеј Сапковски) (пољ. Andrzej Sapkowski пољски изговор: ) Лођ, 21. јун 1948) јесте пољски писац епске фантастике. Познат је не само у Пољској, где има статус националног хероја, већ и широм света. Најпознатије његово дело је серијал Сага о Вешцу. Министар културе и националне баштине Богдан Здројевски му је, 2012, доделио сребрну медаљу Глорија Артис.

## Биографија
Рођен и живи у Лођу где и данас живи, а од 9. јуна 2008. је и почасни грађанин свог родног града. Сапковски је студирао економију на 22 Лицеју Болеслав Прус у Лођу. (пољ. XXI Liceum Ogólnokształcącego im. Bolesława Prusa w Łodzi), а пре него што се окренуо писању, радио је као виши представник продаје у интернационалној трговинској компанији „Skórimpex”.

### Књижевност
Своју литерарну каријеру је започео као преводилац, преводећи научну фантастику. Прву кратку причу „Вештац“ (пољ. Wiedźmin) из хира, да би могао да учествује у такмичењу Пољског магазина епске и научне фантастике „Фантастика". Будући да је био експерт у маркетингу, како каже „знао је како да прода“, освојио је трећу награду. Прича је била објављена у часопису „Фантастика" 1986. и била је невероватно успешна, како код читалаца тако и код критичара. Сапковски је креирао и циклус прича, заснован на свету „Вешца", спајајући три колекције кратких прича и пет новела. Ова сага и многа остала његова дела, направиле су од њега најпознатијег писца фантастике 1990.-их у Пољској. Поред тога издао је и есеј о „свету Витезова округлог стола краља Артура. Маладие“, „лексикон љубитеља фантазије пронађен у Змајевој пећини“ (пољ. Rękopis znaleziony w Smoczej Jaskini), водич за играње РПГ игре Око Ирхедеса (пољ. Oko Yrrhedesa), роман „Змија“ (пољ. Żmija), као и мноштво приповедака и чланака у часописима и зборнице кратких прича.
Његове књиге су преведене на укупно 15 језика: словачки, чешки, француски, шпански, литвански, немачки, руски, португалски, енглески, фински, српски, италијански, шведски, бугарски и украјински.
Ожењен је и има сина.

## Награде
Анджеј Сапковски је освојио бројне књижевне награде, пољске и стране, укључујући Паспорт политике. Награду Јануш О Зајдел је освојио пет пута (други, после Јацека Дукаја, најнаграђиванији аутор у историји награде) за приче Мање зло (1990) (пољ. Mniejsze zło), Мач судбине (1992) (пољ. Miecz przeznaczenia), Кош после бомбе (1993) (пољ. W leju po bombie) и роман Крв Вилењака (1994) (пољ. Krew elfów) и Нарентурм (2002) (пољ. Narrenturm). Освојио је и две награде Европског друштва научне фантастике, 1996. за најбољег писца и почасну награду Европски велики мајстор 2010. У јуну 2009, био је награђен Давид Гемел наградом за фантазију за роман „Крв Вилењака“ – Енглеског издања првог тома саге о Вешцу, а освојио је и шпанску Ignotus- награду за најбољу антологију и најбољу кратку причу страног аутора из жанра научне и епске фантастике.

## Дела

### Збирке кратких прича
- Вештац ( РЕПОРТЕР 1990 ) (пољ. Wiedźmin)
- Последња жеља (1993 Супернова)
- Мач судбине (1993 Супернова)
- Нешто се завршава, нешто почиње (Супернова 2000) (пољ. Coś się kończy, coś się zaczyna)
- Приче Вешца, Део 1 (Либрос 2002), обнављање старих прича
- Приче Вешца, Део 2 (Либрос 2002), обнављање старих прича
- Маладие и друге приче (2012 Супернова)

### Романи

#### Сага о Вешцу
1. Крв Вилењака (Супернова 1994) (пољ. Krew elfów)
2. Време презира (Супернова 1995) (пољ. Czas pogardy)
3. Ватрено крштење (Супернова 1996) (пољ. Chrzest ognia)
4. Ластавичја кула (Супернова 1997) (пољ. Wieża Jaskółki)
5. Господарица језера (Супернова 1999 ) (пољ. Pani Jeziora)
6. Сезона олуја (2013 Супернова)

Напомена: Са издањем Супернове 2010 за сагу су везане и две збирке прича, Последња жеља и Мач судбине као почетак саге.

### Хуситска трилогија
- Кула лудака (Супернова 2002) (пољ. Narrenturm)
- Божји ратници (Супернова 2004) (пољ. Boży bojownicy)
- Лукс Перпетуа (Супернова 2006) (пољ. Lux perpetua)

### Остале књиге
- Око Ирхедеса (МАГ 1995), водич за играње игре (пољ. Oko Yrrhedesa)
- Свет краља Артура. Маладие (Супернова 1995) , есеј (пољ. Świat króla Artura. Maladie)
- Рукопис Пронађен у Змајевој пећини (Супернова 2001), водич кроз фантазијску литературу (пољ. Rękopis znaleziony w Smoczej Jaskini)
- Историја и фикција (2005 Супернова), интервју - река спроводи Станислав Береш (пољ. Historia i fantastyka)

### Приче
- Вештац („Фантазија“, 12/1986, збирка Вештац, НОВИНАР 1990 антологија „Кратких прича грешника“, издата 1991 колекција „Последња Жеља“, супернова 1993, „збирка прича о Вештацу, том 1“, Либрос 2002)
- Пут с којег се не враћа ( „Фантазија“, 8/1988, Вештац, НОВИНАР 1990 „Нешто се завршава, нешто почиње“, Супернова 2000 „Приче о Вешцу, том 1“, Либрос 2002 „Маладие и друге приче“, 2012 Супернова)
- Музичари („Алтернативне Визије“ антологија, Супернова 1990, супернова 1997, Нешто се завршава, нешто почиње, Супернова 2000 „Маладие и друге приче“, 2012 Супернова )
- Мање зло ( „Фантазија“, 3/1990, Вештац, НОВИНАР 1990, „Последња жеља“, Супернова 1993, „Приче о Вешцу, том 1“, Либрос 2002 )
- Питање цене ("Нови Фантазија“ 9/1990, „Вештац“, НОВИНАР 1990, „Последња жеља“, Супернова 1993, „Приче о Вешцу, том 1“, Либрос 2002 )
- Границе могућности ("Нова Фантазија“ 9-10/1991 , „Мач Судбине“, Супернова 1992, „Приче о Вешцу, том 2“, Либрос 2002)
- Тандарадеи! (Феникс“ 1/1992, „Нешто се завршава, нешто почиње“, Супернова 2000 „Маладие и друге приче“, 2012 Супернова)
- Вечни пожар („Мач Судбине“, супернова 1992, „Приче о Вешцу, том 2“, Либрос 2002)
- Мало жртвовања („Мач Судбине“, Супернова 1992, „Приче о Вешцу, том 2“, Либрос 2002)
- Мач судбине („Мач Судбине“, Супернова 1992 , ЊПриче о Вешцу, том 2“, Либрос 2002)
- Нешто више („Мач Судбине“, Супернова 1992, „Приче о Вешцу, том 2“, Либрос 2002)
- Комадић леда ("Нова Фантазија“ 7/1992, „Мач Судбине“, супернова 1992 , „Приче о Вешцу, том 2“, Либрос 2002)
- Маладие ("Нови Фантазија“ 12/1992, „Свет краља Артура. Маладие“, Супернова 1995, „Маладие, Атропа/Колекционарска едиција“, потписана, нумерисани/2006, „Маладие и друге приче“, 2012 Супернова)
- Крај света („Последња Жеља“, Супернова 1993 , Приче о Вешцу, том 1, Либрос 2002)
- Последња Жеља („Последња Жеља“, Супернова 1993, „Приче о Вешцу, том 1“, Либрос 2002)
- Глас разума („Последња жеља“, Супернова 1993 , „Приче о Вешцу, том 1“, Либрос 2002 )
- У кратеру од бомбе ("Феник“ 4/1993, „Нешто се завршава, нешто почиње“, Супернова 2000 „Маладие и друге приче“, Супернова 2012 )
- Поподневно злато (антологија „Тринаест мачака“, Супернова 1997, „Нешто се завршава, нешто почиње“, Супернова 2000, зборник „Зона сумрака - једанаест апостола терора“, поред часописа „Клик фантазија!" , Децембра 2002 , „Маладие и друге приче“, супернова 2012 )
- Нешто се завршава, нешто почиње ( „Црвени патуљак“ #5, „Нешто се завршава, нешто почиње“, Супернова 2000, „Приче о Вешцу, том 2“, Либрос 2002 „Маладие и друге приче“, 2012 Супернова)
- Битка у прашини („Црвени патуљак“ #7, „Нешто се завршава, нешто почиње“, Супернова 2000, „Маладие и друге приче“, 2012 Супернова)
- Догађај у Мишчиф Крику ("Нова Фантазија“ 7/2000, „Нешто се завршава, нешто почиње“, Супернова 2000, „Маладие а друге приче“, 2012 Супернова)
- Шпански крст ("Нова Фантазија“ 4/2007, „Маладие и друге приче“, 2012 Супернова)

## Наслеђе и утицај
На основу његове књижевности настало је: стрип Вештац (6 делова у периоду 1993-1995), играни филм и телевизијску серију Вештац, игра Вештац: Игра маште и игре картица. На основу серије настала је видео игра Вештац (енгл. The Witcher), који је објављен 26. октобра, 2007., где је био консултант Анджеј Сапковски, и Вештац 2: Убице краљева (енгл. The Witcher 2: Assasins of Kings), изашла 17. мај 2011. године. Варшавски студио ЦД Пројект РЕД (енгл. CD Project RED) је издао игру Вештац 3: Дивљи лов (енгл. The Witcher 3: Wild Hunt) 19. маја 2015.

## Полемика
Године 2005, током националне конвенције „Љубитељи фантастике Полкон“ Сапковски је рекао да бели човек мора да ради три сата дневно. Уосталом, Бог је створио друге расе - Јевреји, Цигани, да раде за њега. Сличну изјаву је писац дао и у интервјуу објављеном у скупу перверзних преговора у 2003. Ове изјаве су разматране као „расистичке“, али и као ван контекста саркастична провокација, коју оправдавају радови Сапковског, у којима често и отворено осуђује расизам.